# Pentanema sabuletorum
Pentanema sabuletorum — вид рослин із родини айстрових (Asteraceae).

## Біоморфологічна характеристика
Багаторічна рослина 30—50 см. Кореневище довге, повзуче. Стебло розгалужене від основи чи від середини. Всі листки довго загострені, по краю дрібнопилчасто-зубчасті. Квітне у червні — серпні

## Середовище проживання
Зростає у Європі (Словаччина, Угорщина, Румунія, Болгарія, Україна, євр. Росія) й Казахстані.
В Україні вид зростає на річкових пісках, переважно в заростях верб — у Лівобережному Степу, зрідка.